# 太陽神殿

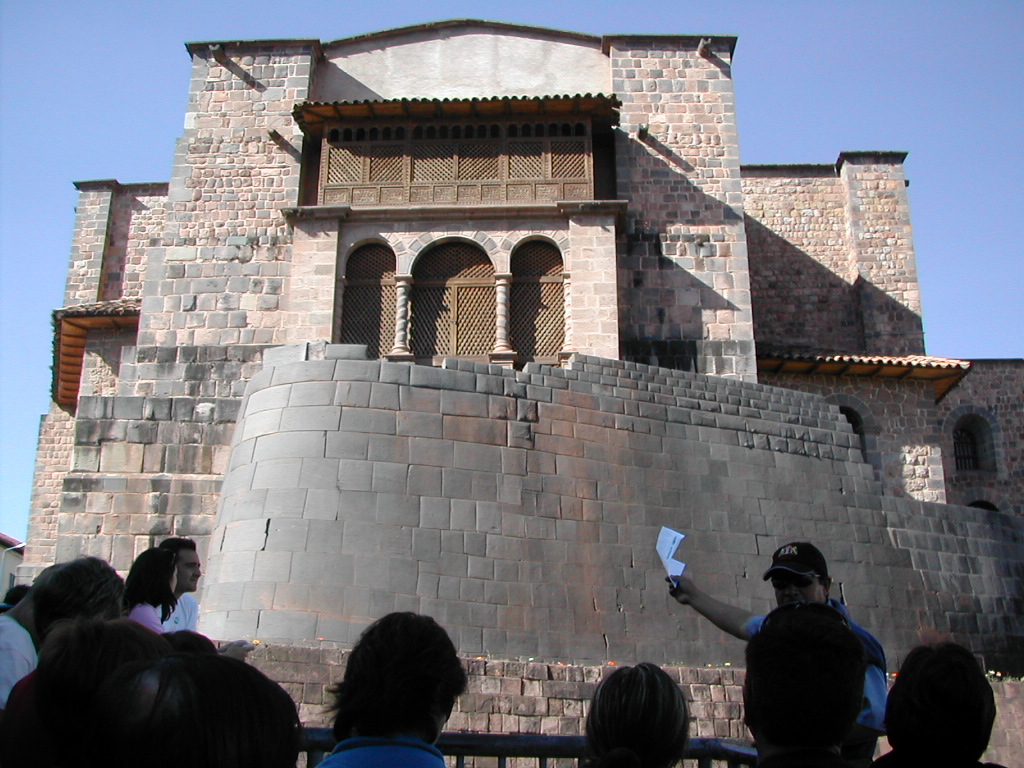
クスコのコリカンチャ

太陽神殿はインカ帝国時代に各地に建立された太陽信仰を司る宮殿。信仰の中心となったクスコに建てられたコリカンチャが知られている。黄金の板で装飾され、神像をはじめ数多くの黄金製品が納められていたが、スペイン人の征服活動によりそのほとんどが破壊・略奪されてしまっており、現在は残されていない。
太陽神殿の跡に建てられたサント・ドミンゴ修道院の土台の一部に太陽神殿の壁が再利用されており、その名残をとどめている。